# Prince Edward Glacier
Prince Edward Glacier är en glaciär i Antarktis. Den ligger i Östantarktis. Australien gör anspråk på området. Prince Edward Glacier ligger 1 386 meter över havet.
Terrängen runt Prince Edward Glacier är varierad. Trakten är obefolkad. Det finns inga samhällen i närheten.